# Triton Collectie
De Triton-collectie is een kunstverzameling die is bijeengebracht door het Nederlandse ondernemersechtpaar Willem Cordia (1940-2011) en Marijke van der Laan.
De oorspronkelijk besloten privéverzameling is ingebracht in een stichting, de Triton Foundation, waarvan de naam is ontleend aan de mythologische zeemeerman Triton. Daarmee wordt verwezen naar de maritieme wereld waarin het echtpaar Cordia zijn kapitaal heeft opgebouwd.

## Toelichting
De collectie omvat ongeveer 250 schilderijen, tekeningen en beeldhouwwerken uit de periode 1870 - 1970 van ongeveer 170 belangrijke kunstenaars, onder wie Vincent van Gogh, Odilon Redon, Paul Cézanne, Claude Monet, Pierre Bonnard, Édouard Vuillard, Amedeo Modigliani, Kees van Dongen, Raoul Dufy, Georges Braque, Pablo Picasso, Piet Mondriaan, Francis Picabia, Alberto Giacometti, Yves Klein, Lucio Fontana, Piero Manzoni, Günther Uecker, Willem de Kooning, Ellsworth Kelly, Frank Stella en Lucian Freud.
Tot de doelstellingen van de Triton Foundation behoort onder meer het beschikbaar stellen van de collectie aan een groter publiek. Alle werken van de kunstverzameling zijn dankzij bruiklenen in musea in het openbaar te zien. Kunstwerken uit de verzameling worden ook regelmatig getoond in belangrijke overzichtstentoonstellingen door internationale kunstmusea als het Van Gogh Museum, het Museo Thyssen-Bornemisza in Madrid en het Seoul Museum of Art. In het Gemeentemuseum Den Haag werden in de periode 2005 - 2009 zeven tentoonstellingen georganiseerd met werk uit de collectie. In het Willem Cordia Kabinet in dat museum wordt steeds een (wisselende) selectie uit de collectie getoond.
Vanaf 2008 was Peter van Beveren (1952) conservator van de Triton Foundation. Sinds 2010 is dat Marlies Cordia-Roeloffs, schoondochter van het echtpaar Cordia.
In 2012 werd een uitgebreide beschrijving van de collectie uitgegeven door de Brusselse uitgeverij Mercatorfonds en samengesteld door de kunsthistoricus Sjraar van Heusden.

## Kunstroof
Ter gelegenheid van de uitgave van de genoemde collectiecatalogus werd van 7 oktober 2012 tot 20 januari 2013 een tentoonstelling van 150 schilderijen uit de collectie georganiseerd in de Kunsthal Rotterdam met de titel Avant-gardes 1870 - heden.

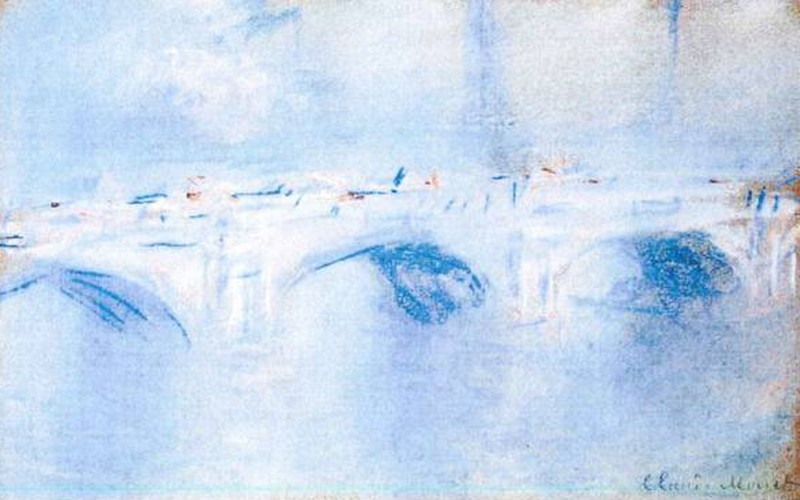
Claude Monet: Waterloo Bridge, Londen
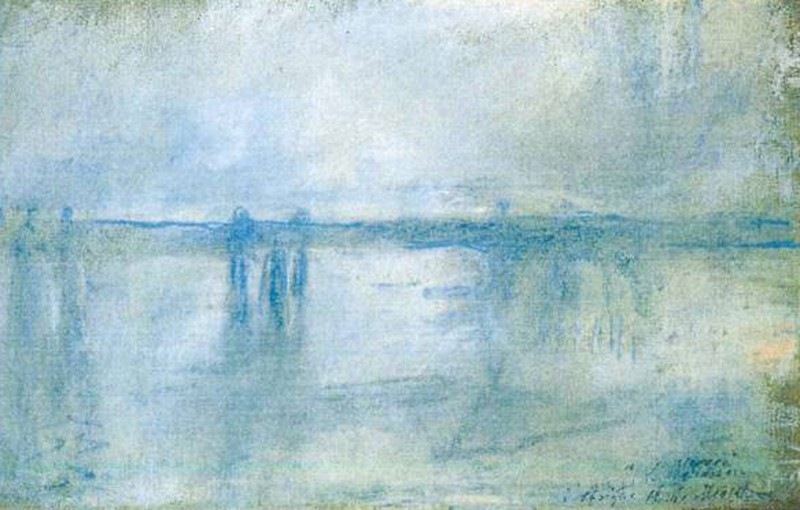
Claude Monet: Charing Cross Bridge, Londen
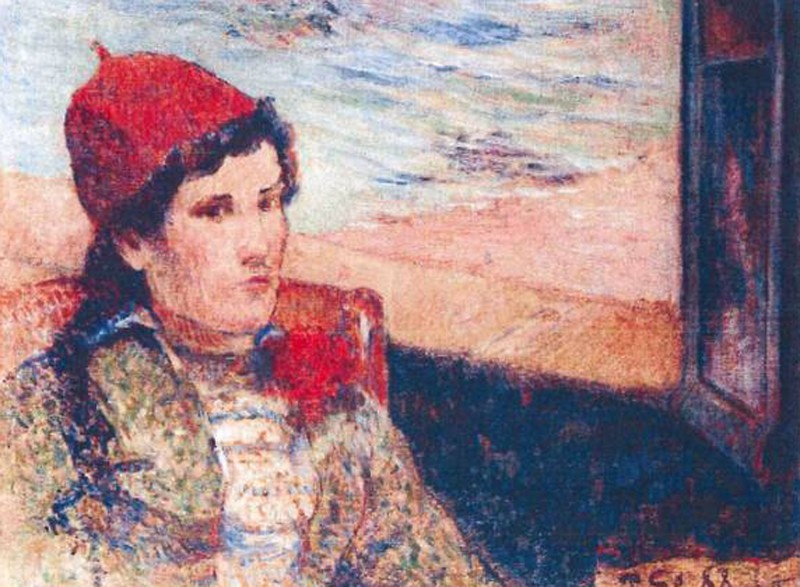
Paul Gauguin: Femme devant une fenêtre ouverte, dite la Fiancée
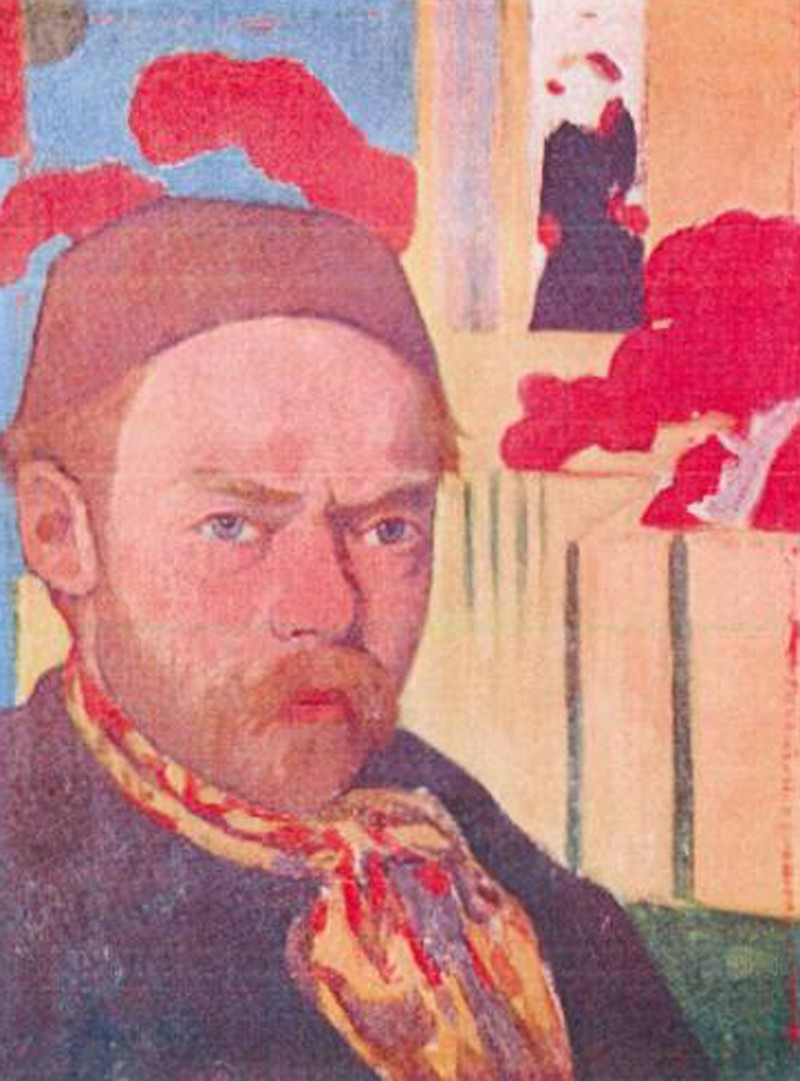
Meijer de Haan: Zelfportret

Bij deze tentoonstelling werden in de nacht van 15 op 16 oktober 2012 zeven werken gestolen, te weten:
- Pablo Picasso: Tête d'Arlequin (1971)
- Henri Matisse: La Liseuse en Blanc et Jaune (1919)
- Claude Monet: Waterloo Bridge, London (1901), pasteltekening
- Claude Monet: Charing Cross Bridge, London (1901), pasteltekening
- Paul Gauguin: Femme devant une fenêtre ouverte, dite la Fiancée (1888)
- Meijer de Haan: Autoportrait (circa 1889-91)
- Lucian Freud: Woman with Eyes Closed (2002)

De ontvreemde werken bleken zich in Roemenië te bevinden, maar de precieze locatie was in februari 2013 nog niet getraceerd. De verdachten van de kunstroof verklaarden dat zij de werken uit hun lijst hadden gehaald en opgerold. Daardoor moet het pastelkrijt van de beide tekeningen van Monet volgens deskundigen onherstelbare schade hebben opgelopen. De Gauguin en Matisse zouden zijn verbrand. Op 15 juli 2013 deelde het Roemeense onderzoeksteam mee dat alle zeven werken, met een geschatte waarde van 18 miljoen euro, vrijwel zeker zijn verbrand.